# Rudolf Kjellén
Johan Rudolf Kjellén (ur. 13 czerwca 1864 w Torsö, zm. 14 listopada 1922 w Uppsali) – szwedzki politolog i polityk, który pierwszy użył nazwy geopolityka. Uważał on, że państwo jest nieodłącznie związane z ziemią, na której bytuje, stale współzawodniczy z sąsiadującymi państwami, chcąc zdobyć prawo do przewodzenia innymi.
Głosił potrzebę autarkii i lebensraum. Wiele z jego poglądów zaadaptował Karl Haushofer.